# Raión de Lenin (Vinnytsia)
Raión de Lenin (en ucraniano: Ленінський район) es un antiguo raión o distrito urbano de Ucrania, en la ciudad de Vinnytsia. 
Comprende una superficie de 29 km².

## Demografía
Según estimación 2010 contaba con una población total de 180770 habitantes.